# Scleromymar breve
Scleromymar breve är en stekelart som beskrevs av John S. Noyes och Valentine 1989. Scleromymar breve ingår i släktet Scleromymar och familjen dvärgsteklar. Inga underarter finns listade i Catalogue of Life.